# The Thread of Destiny
The Thread of Destiny è un cortometraggio muto del 1910 diretto da David W. Griffith.

## Trama
Myrtle, una ragazza rimasta orfana, si reca in visita dalla moglie malata del locandiere, l'unica amica che ha in quel luogo pieno di violenze. Lungo la strada, Myrtle, mentre coglie dei fiori, incontra Estrada, un messicano. Le loro mani si sfiorano quando lui l'aiuta a raccogliere i fiori che le sono caduti a terra e Myrtle è percorsa da un brivido di origine sconosciuta. Continuando la sua strada, Myrtle si imbatte in Gus, un ubriacone che cerca di aggredirla ma viene salvata dall'intervento di Estrada. Più tardi, il giovane messicano è indotto a giocare a poker, ma gli altri giocatori lo accusano di barare e lui deve fuggire per salvarsi da un linciaggio. Trova rifugio nella casa di Myrtle che lo nasconde sotto un mucchio di stracci dopo essersi fatta legare da lui. Quando arrivano gli inseguitori, la ragazza racconta di essere stata sorpresa dall'assalitore che, dopo averla legata, è fuggito. Il gruppo, convinto di aver perso le tracce del messicano, torna alla locanda. Invece Gus, che crede ormai Myrtle sola e indifesa, entra in casa per aggredirla una seconda volta. Di nuovo, trova Estrada che ha buon gioco nel sopraffarlo e legarlo come un salame. I due innamorati lo lasciano solo dandogli da fumare una sigaretta, mentre loro vanno alla missione dove possono finalmente sposarsi.

## Produzione
Il film fu prodotto dalla Biograph Company. Fu girato in California alla San Gabriel Arcangel Mission - 537 West Mission Drive di San Gabriel.

## Distribuzione
Distribuito dalla Biograph Company, il film - un cortometraggio in una bobina - uscì nelle sale cinematografiche statunitensi il 7 marzo 1910.